# Chlorophorus pseudoswatensis
Chlorophorus pseudoswatensis är en skalbaggsart som beskrevs av Holzschuh 1983. Chlorophorus pseudoswatensis ingår i släktet Chlorophorus och familjen långhorningar.
Artens utbredningsområde är Pakistan. Inga underarter finns listade i Catalogue of Life.